# Thank You (film 2011)
Thank You (थैंक यू) è un film del 2011 diretto da Anees Bazmee.